# Thomas Jansing

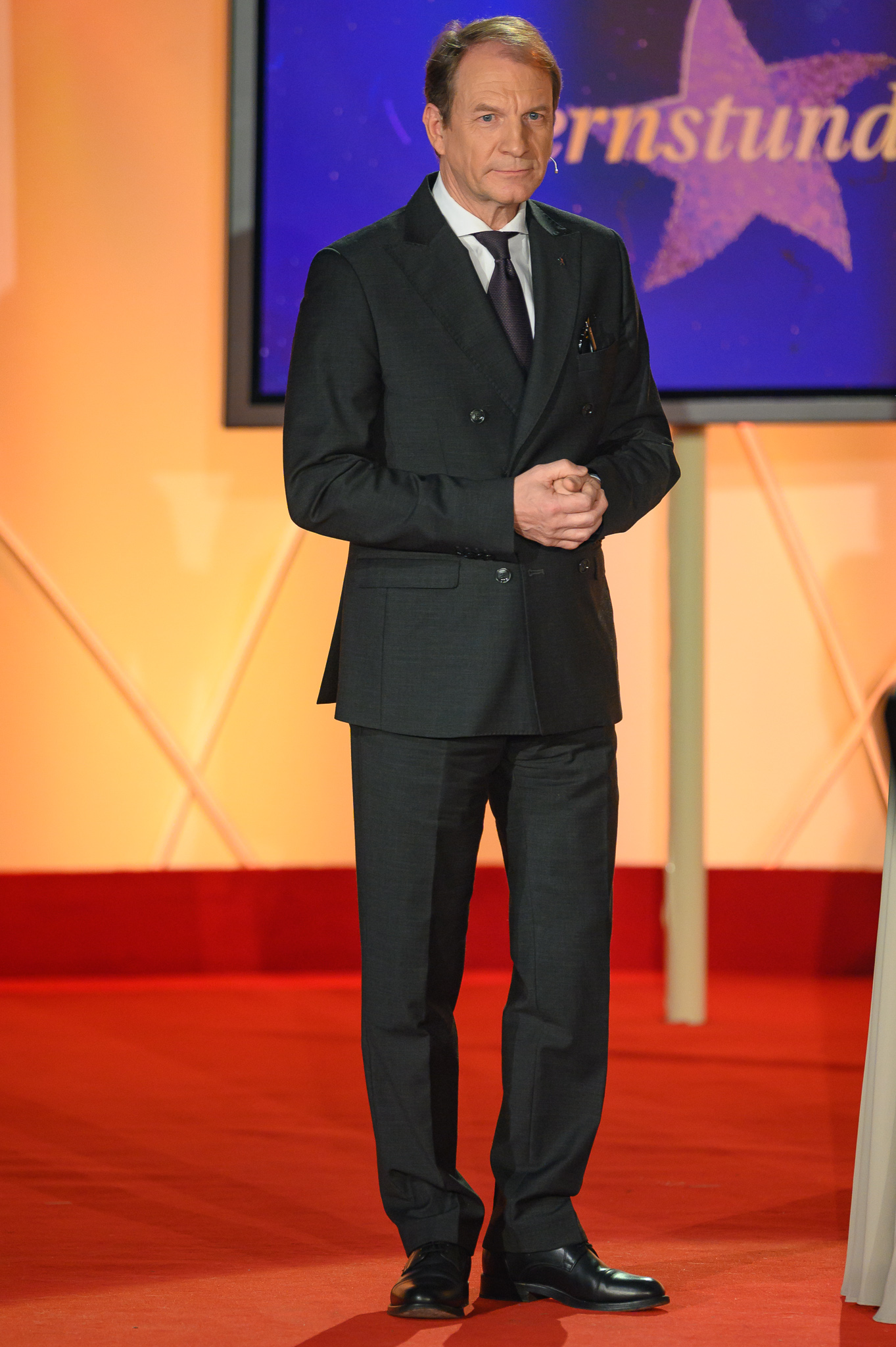
Thomas Jansing (2019)

Thomas Jansing (* in Dortmund) ist ein deutscher Journalist. Er ist der Gründer und Geschäftsführer der Spendenorganisation Sternstunden.

## Werdegang
Jansing kam Mitte der 1980er Jahre zum Bayerischen Rundfunk. Als Nachfolger von Hanns Helmut Böck war er von Dezember 1997 bis zu seinem Ausscheiden aus dem Sender am 31. Juli 2010 Unterhaltungschef des Bayerischen Fernsehens. In dieser Funktion initiierte er 1999 den Bayerischen Kabarettpreis.
1993 initiierte er unter dem Eindruck des Kriegs im ehemaligen Jugoslawien die Benefizaktion Sternstunden. Mit einer Spendenbilanz von 158 Millionen Euro und 2300 geförderten Projekten ist sie die erfolgreichste Benefizaktion Bayerns. Seit August 2010 ist er Geschäftsführer des Sternstunden e. V.

## Ehrungen und Auszeichnungen
- 2012: Pater-Rupert-Mayer-Medaille in Gold des Caritasverbands der Erzdiözese München und Freising
- 2013: Verdienstkreuz am Bande des Verdienstordens der Bundesrepublik Deutschland
- 2017: Bayerischer Verdienstorden[4]
- 2019: Päpstlicher Silvesterorden (Komtur) für seine Initiative der „Sternstunden“-Aktion des Bayerischen Rundfunks[5]